# О Канада! Моя страна, моя любовь
О Канада! Моя страна, моя любовь, фр. Ô Canada! mon pays, mes amours — песня франкоканадцев, слова которой написал будущий премьер-министр Восточной Канады Жорж-Этьен Картье. Песню не следует путать с гимном Канады, написанном в 1880 г., который начинается со слов «О Канада».
Песня была впервые исполнена на патриотическом банкете Общества Иоанна Крестителя в Монреале 24 июня 1834 г., а день исполнения песни стал Национальным праздником Квебека. Слова песни впервые опубликованы через год, 29 июня 1835 г, в газете La Minerve, а позднее в «Сборнике песен для колледжей» (Le Chansonnier des collèges, Quebec 1850), на этот раз вместе с мелодией, однако из 6 оригинальных строф было опубликовано только 4. В 1925—1926 гг. песня впервые записана на граммофонные диски.
В период между 1850 и 1869 г. Эрнест Ганьон положил стихи на музыку, написанную Жан-Батистом Лабелем. Какая музыка использовалась до этого, остаётся неизвестным.

## Текст

### Французский оригинал
Comme le dit un vieil adage:

Rien n’est si beau que son pays;

Et de le chanter, c’est l’usage;

Le mien je chante à mes amis

L'étranger voit avec un oeil d’envie

Du Saint-Laurent le majestueux cours;

À son aspect le Canadien s'écrie:

Ô Canada! mon pays! mes amours!

Maints ruisseaux et maintes rivières

Arrosent nos fertiles champs;

Et de nos montagnes altières,

De loin on voit les longs penchants.

Vallons, coteaux, forêts, chutes, rapides,

De tant d’objets est-il plus beau concours?

Qui n’aimerait pas tes lacs aux eaux limpides?

Ô Canada! mon pays! mes amours!

Les quatre saisons de l’année

Offrent tour à tour leurs attraits.

Le printemps, l’amante enjouée

Revoit ses fleurs, ses verts bosquets.

Le moissonneur, l'été, joyeux s’apprête

À recueillir le fruit de ses labeurs,

Et tout l’automne et tout l’hiver, on fête.

Ô Canada, mon pays! mes amours!

Le Canadien comme ses pères,

Aime à chanter, à s'égayer.

Doux, aisé, vif en ses manières,

Poli, galant, hospitalier.

À son pays il ne fut jamais traître,

À l’esclavage il résista toujours;

Et sa maxime est la paix, le bien-être

Du Canada, son pays, ses amours.

Chaque pays vante ses belles;

Je crois bien que l’on ne ment pas;

Mais nos Canadiennes comme elles

Ont des grâces et des appas.

Chez nous la belle est aimable, sincère;

D’une Française elle a tous les atours,

L’air moins coquet, pourtant assez pour plaire,

Ô Canada! mon pays! mes amours!

Ô mon pays! de la nature

Vraiment tu fus l’enfant chéri;

Mais l'étranger souvent parjure,

En ton sein, le trouble a nourri.

Puissent tous tes enfants enfin se joindre,

Et valeureux voler à ton secours!

Car le beau jour commence à poindre.

Ô Canada! mon pays! mes amours!

### Перевод 1 куплета
Как говорит старая пословица:

Ничто так не прекрасно, как собственная страна;

И воспевать её — такова традиция;

А мою (песню) я пою моим друзьям.

Иностранец смотрит завистливым взглядом

На величественное течение (реки) Святого Лаврентия;

А канадец при виде её восклицает:

О Канада! моя страна! моя любовь!